# هيوز إتش-1 ريسر
هيوز إتش-1 ريسر هي طائرة سباق بنتها شركة طائرات هيوز في عام 1935. وسجلت رقماً قياسياً بسرعة الطيران العالمي وكانت عابرة للقارات بسرعة قياسية في جميع أنحاء الولايات المتحدة.

## مواصفات هيوز إتش-1 ريسر
مواصفات عن "هيوز إتش-1 ريسر: البحث عن أسرع طائرة في العالم 
- | عدد الطاقم = 1
- | الطول بالمتر = 2.4
- | الطول بالقدم = 8
- | مساحة الجناح بالمتر مربع = 12.8
- | مساحة الجناح بالقدم مربع = 138
- | الوزن فارغة بالكليوغرم = 1620
- | الوزن فارغة بالرطل = 3565
- | الوزن الإجمالي بالكيلو غرم = 2496
- | الوزن الإجمالي بالرطل = 5492
- | كيلو وات = 521 <-برات آند ويتني>[3]
- | السرعة قصوى بالكيلومتر = 566 كم في الساعة
- | السرعة قصوى بالميل = 352 ميلا في الساعة

## روابط خارجية
- Howard Hughes - Aviator, (UNLV) Library Web Site
- Wright Tools - History of the H-1
- The H-1 Racer - National Air and Space Museum Web site
- Hughes Racer
- The Silver Bullet: No airplane in the world could outshine Howard Hughes' H-1 Racer until Jim Wright built a copy of it
- Hughes H-1 Racer, many technical details and pictures (German)